# Pottschach
Pottschach je katastrální území města Ternitz v okrese Neunkirchen v rakouské spolkové zemi Dolní Rakousy.

## Geografie
Pottschach leží na jižním okraji Vídeňské pánve. Protahuje se od břehu řeky Schwarza až po výběžek Schneeberg (Alpy). Pottschach leží v nadmořské výšce 427 m n. m. Místo sousedí s obcemi
- Buchbach
- Bürg-Vöstenhof
- Grafenbach-Sankt Valentin
- Wimpassing im Schwarzatale
- Ternitz
- Putzmannsdorf
- Holzweg

Pottschach je ohraničen na severu Gfieder (609 m) a na severozápadu Kohlberg (708 m). Na jihozápadu se nachází Burgstall s křížovou cestou. Na východě je Pottschach ohraničen řekou Schwarza. Jižní dráha rozděluje místo na západní a východní část.

### Členění místa
- Altpottschach s
  - Neudörfl
  - Sonnleiten
- Sídliště I
- Sídliště II
- Sídliště III
- C.-F.-Rüger-sídliště

## Historie
Pottschach byl poprvé v dokumentech zmíněný v roce 1094. Název místa je odvozen od starého slova „Botsaha“ nebo „Botsach“, co znamená "„zakázaná voda"" nebo „klatba vody". To znamená, že poddaný nesměl rybařit. Osada však existovala již mnohem dříve. Podle nálezů byla oblast osídlena již v době kamenné. Z let kolem 600 našeho letopočtu byl v Purgstallu v Pottschach opevněný jez. Podle nálezu starého zdiva ve farním kostelem se může dokazovat, že již v 9. století karolínský kostel stál. Kolem roku 1500 byl postaven gotický kostel a roku 1520 byla postavena 25 metrů vysoká věž. V 17. století byl kostel barokně přestavěn.
Pottschach (zámek) postavil v 16. století Bernhard Ursenbeck jako vodní zámek.
Od roku 1864 byl Pottschach obcí. Sestávala z katastrálních území
- Pottschach
- Putzmannsdorf
- Holzweg

Obec trvala do roku 1971 a potom byla sloučena s obcí Ternitz.
V 19. a počátkem 20. století byl Pottschach oblíbeným letoviskem v jižní části Dolních Rakous. Podporu získal stavbou Jižní dráhy, postavenou v roce 1842. Mnoho letních hostů bydlelo v hotelu „Rabensteiner“ nebo si stavěli vilky. Ještě dnes stojí v Pottschachu mnoho těchto vilek, které dokazují bývalé letovisko.

### Vývoj počtu obyvatel
Obec Pottschach (katastrální území Pottschach, Holzweg a Putzmannsdorf)
- 1854 794
- 1880 1465
- 1934 2368
- 1947 4320
- 1951 4664
- 1961 5074
- 1971 5506

Katastrální území Pottschach má dnes 5074 obyvatel.

## Budovy
Obecná škola - již v 16. století byla v obci škola. Do roku 1880 byla jednotřídka obecné školy. Potom byla postavena vícetřídní obecná škola. Kromě toho byla v továrně na lepenku „Lautner“ byla pro děti dělníků zřízena nedělní škola. Když počet žáků nestoupal, byla roku 1969 postavena nová obecná škola, dnešní „Dr. Adolfa Schärfa-obecná škola“. V ulici Kreuzäckergasse byla v roce 1998 dodatečně postavena obecná škola „Kreuzäckergasse“.
Hlavní škola - v roce 1955 byla v Pottschachu zřízena vlastní hlavní škola. Ta stojí ještě dnes.
Mateřská škola - dnes jsou v Pottschachu tři mateřské školy:
- Farní mateřská škola Pottschach
- Zemská mateřská škola Pottschach
- Mateřská škola v Kreuzäckergasse

## Pamětihodnosti

### Farní kostel Pottschach
viz Farní kostel Pottschach

### Křížová cesta
Kaple křížové cesty je nejstarší kaplí v Pottschachu. Postavila ji Maria Anna von Geyersberg v roce 1709.

### Kaple svaté Anny
Tato kaple na konci obce Pottschach, im Neudörfla byla postavena roku 1775. U této kaple je každoročně pořádáno svěcení velikonočních kočiček.

### Dřevěná kaple
Dřevěnou kapli postavila v roce 1828 rodina Niederl.

### Rozhledna
Na vrcholu Gfiederu, 609 metrů vysokého kopce v Pottschachu se nachází rozhledna. V roce 2004 byla velmi stará rozhledna nově postavena.

### Hřbitov
Dříve byl hřbitov zřízen kolem kostela. Dnešní hřbitov je zřízený na úpatí Kalvárie.

### Ruský hřbitov
V ulici "Franz Samwald-Straße" se nachází pohřebiště ruských vojáků, zřízené roce 1946. V zimě 1945/1946 byl pod vedením sovětského důstojníka postavený tento hřbitov poblíž tehdejší "Ternitzer Straße" (dnešní Franz-Samwald-Straße) u odbočky na Wimpassing. K práci tu byli využiti dřívější nacisté, na které dohlíželi ruští vojáci. Dne 13. dubna 1946 k 1. výročí osvobození Rudou armádou došlo ke slavnostnímu otevření velkého vojenského hřbitova. Na zahájení bylo mnoho ruských důstojníků pod velením generála Zwjeitkowa. Zde jsou pohřbeni ruští vojáci, padlí v regionu. Dne 30. ledna 1948 byla pověřena tehdejší obec Pottschach povinnost pečovat o hřbitov.

## Doprava
Pottschach je od roku 1842 na jižní dráze, proto má dobré spojení do Vídně, Štýrského Hradce a Klagenfurtu.

## Sport

### Kopaná
- Od roku 1920 existuje fotbalový klub "SVSF Pottschach" (Spolek sportovních přátel Pottschach).

### Sporty
- 1. ESV Pottschach
- EK Elite Pottschach
- ESK Eintracht Pottschach
- ESV Einigkeit
- SG Eiskristall

### Tenis
- 1. TC Pottschach

### Tělocvik
- ATUS Pottschach

## Významní rodáci
- Robert Hammerstiel
- Rudolf Steiner - ve svém mládí zde žil nějakou dobu, když jeho otec jako drážní úředník byl zde služebně přidělen
- Alfons Haider - ve svém mládí zde žil nějakou dobu v "Sídlišti III"
- Helmut A. Gansterer